# Alakazam – König der Tiere
Alakazam – König der Tiere (jap. 西遊記, Saiyūki, dt. „Die Reise nach Westen“) ist ein japanisches Anime-Musical von Toei Animation das am 14. August 1960 in den japanischen Kinos anlief. Das Werk ist eine Verfilmung von Osamu Tezukas Manga Boku no Son Gokū (ぼくの孫悟空), das wiederum auf dem klassischen chinesischen Roman Die Reise nach Westen basiert. Regie führte Taiji Yabushita. Der Film war einer der ersten Animes, der in den Vereinigten Staaten veröffentlicht wurde.

## Handlung
Alakazam ist ein mutiger, junger Makak, der König der Affen werden soll. Nachdem Alakazam den Thron besteigt, wird er gemein und diktatorisch, und will nicht glauben, dass Menschen mächtiger als er sind. Später heuert er Merlin an, der ihm die Magie aneignen soll. Merlin warnt Alakazam, dass diese magischen Kräfte später sehr negative Auswirkungen auf ihn haben werden. Alakazam wird noch arroganter, missbraucht seine magischen Kräfte und entscheidet, ins Majutsu-Land zu reisen, um dort König Amo herauszufordern, der später allerdings ironischerweise Alakazam besiegt. Für Alakazams Vergehen wird er nun verpflichtet, als Diener von Prinz Amat zu dienen. Dies soll Alakazams Charakter wieder stärken. Letzten Endes lernt er aus seinen Fehlern und wechselt von der Rolle des arroganten Diktators zum wahren Helden.

## Synchronisation
| Japanisch    | Japanisch           | Deutsch                   | Deutsch               |
| Rolle        | Sprecher            | Rolle                     | Sprecher              |
| ------------ | ------------------- | ------------------------- | --------------------- |
| Son Gokū     | Kiyoshi Komiyama    | Alakazam                  | Pierre Peters-Arnolds |
| Rinrin       | Noriko Shindō       | Dee Dee                   | Inez Günther          |
| Cho Hakkai   | Hideo Kinoshita     | Sir Quigley Broken Bottom | Mogens von Gadow      |
| Sa Gojō      | Setsuo Shinoda      | Max Lulipopo              | Christian Marschall   |
| Sanzō-hōshi  | Nobuaki Sekine      | Prinz Amat                | Christian Tramitz     |
| Shaka Nyorai | Kunihisa Takeda     | König Amo                 | Ulrich Frank          |
| Kanzeon      | Katsuko Ozaki       | Königin Amass             | Manuela Renard        |
| Shōryū       | Michiko Shirasaka   | Filo Fester               | Julia Haacke          |
| Gyūmaō       | Kinshirō Iwao       | König Grässlich           | Tommi Piper           |
| Rasetsujo    | Tamae Katō          | Königin Grässlich         | Manuela Renard        |
| Kinkaku-daiō | Kiyoshi Kawakubo    | Herman McSchnarch         | Ulrich Frank          |
| Ginkaku-daiō | Shūichi Kazamatsuri | German McSchnarch         | Willi Röbke           |
| —            | —                   | Erzähler                  | Leon Rainer           |

## Produktion und Veröffentlichung
Der Film entstand beim Studio Toei Animation unter der Regie von Taiji Yabushita, assistiert von Daisaku Shirakawa. Aus Vermarktungsgründen wird Osamu Tezuka bei den Credits als dritter Regisseur genannt, tatsächlich arbeitete er das Storyboard aus. Im ursprünglichen Konzept wollte das Studio zum chinesischen Thema des Erfolgsfilms Erzählung einer weißen Schlange zurück. Schließlich griff man dann auf den bereits bekannten Manga von Tezuka zurück, der ebenfalls auf dem klassischen chinesischen Roman Die Reise nach Westen basiert. Daher wurde Tezuka mit dem Storyboard beauftragt, das mit 500 Seiten bis Herbst 1959 fertiggestellt wurde. Dabei musste der Künstler mehrfach an den gesetzten Termin erinnert werden, den er zunächst nicht ernst genommen hatte. Tezukas Entwurf stellte die Animatoren zunächst vor große Schwierigkeiten, da er viele Witze und Anspielungen im Bildhintergrund enthielt und daher großen Aufwand in der Umsetzung bedeutete. Er packte den Film so voll wie möglich – von den Mitarbeitern des Studios „Supermarkt-Methode“ genannt – während Tōei sich in bisherigen Filmen auf einen Höhepunkt konzentriert, sodass es zu Konflikten in der Umsetzung kam. Tezukas Figurenentwürfe dagegen erleichterten auf Grund ihres einfachen Designs die Arbeit der Animatoren. Verantwortlicher Produzent war Hiroshi Ōkawa, von Gorō Kontaibō und Hideyuki Takahashi stammt der Handlungsentwurf und Keinosuke Uegusa schrieb das Drehbuch auf Basis von Tezukas Storyboard. Der fertige Film setzte mit über 100.000 Einzelbildern einen neuen Rekord für die Filme von Tōei. Bei der Produktion kam auch zum ersten bekannten Fall eines Krankenhausaufenthalts eines Beteiligten durch Überarbeitung in Folge des Zeitdrucks in der Animeproduktion, betroffen war Regisseur Yabushita.
Am 14. August 1960 kam der Film in die japanischen Kinos. Der Film wurde in den Vereinigten Staaten am 26. Juli 1961 von American International Pictures veröffentlicht. Les Bexter wurde beauftragt, einen neuen Soundtrack für die amerikanische Version zu komponieren. Frankie Avalon übernahm die Gesangsstimme von Alakazam, die Sprechrolle übernahm Peter Fernandez. Sterling Holloway war als Erzählerin tätig. Bei dieser Fassung erfuhren jedoch die Figuren eine westliche Lokalisierung, in dessen Verlauf deren Namen und Rollen geändert und Hinweise auf die ausländische Herkunft des Filmes so weit wie möglich reduziert wurden. Nach Der Zauberer und die Banditen und Erzählung einer weißen Schlange, der ebenfalls im Sommer 1961 in den USA in die Kinos kamen, war Alakazam der dritte in den Vereinigten Staaten gezeigte Anime. Wie die anderen beiden war die Veröffentlichung kommerziell ein Misserfolg. Dennoch lobt Kritiker Fred Patten die gute englische Synchronisation des Films und nennt ihn als bekanntestes Beispiel der ersten in die USA gekommenen Animes.
Orion brachte eine deutsche DVD-Ausgabe heraus, die auf der amerikanischen Bearbeitung beruht.

## Wirkung
Der Film beförderte durch die Beteiligung Osamu Tezukas die Expansion der japanischen Animationsfilmbranche, denn nachdem Tezuka bei der Mitarbeit an Alakazam erstmals Kontakt mit dem Medium hatte, wurde sein Interesse daran geweckt. Zugleich war er unzufrieden mit der mangelnden Kontrolle, die er bei der Zusammenarbeit mit Tōei hatte. 1961 gründete er sein eigenes Animationsstudio Mushi Productions, zu dem auch einige Mitarbeiter von Tōei wechselten, die Tezuka bei der Arbeit an Alakazam kennengelernt hatte. Mit seinem reduzierten Charakterdesign beeinflusste Tezuka außerdem spätere Produktionen Tōei, das Elemente davon wegen der einfacheren Umsetzung in der Animation übernahm.